# Histoire d'Orléans

Blason d'Orléans.
Les armes d'Orléans se blasonnent ainsi : De gueules à trois cœurs de lis [tierce-feuilles versées] d'argent ; au chef cousu d'azur chargé de trois fleurs de lis d'or.
Devise : « hoc vernant lilia corde » (C'est par ce cœur que fleurissent les lis).
Ornement extérieur : Croix de guerre 1939-1945.
Ces armoiries datent du XVe siècle.

Histoire d'Orléans présente l'histoire de la ville française d'Orléans.
Le riche passé historique de la ville tient notamment du fait qu'elle constitue un point de passage stratégique sur la Loire car située sur son point le plus septentrional, donc au plus près de Paris.
Des fouilles archéologiques semblent accréditer les premières présences humaines sédentaires au paléolithique inférieur.
Durant l'Antiquité, le lieu correspondant à l'actuelle ville d'Orléans est appelé Cenabum, Genabum ou Aurelianum. D'environ -50 à 500, elle est intégrée à la Gaule romaine dans la province de la Gaule lyonnaise.
À la chute de l'Empire romain, la ville subit les invasions barbares, puis, à la mort de Clovis, est constitué autour d'elle le royaume d'Orléans.
Sous l'Ancien Régime, elle devient la capitale de l'ancienne province de l'Orléanais et de la généralité d'Orléans jusqu'à la création des départements.
La ville est depuis la Révolution française le chef-lieu du département du Loiret ; elle est la capitale de la région Centre-Val de Loire, depuis 1964.

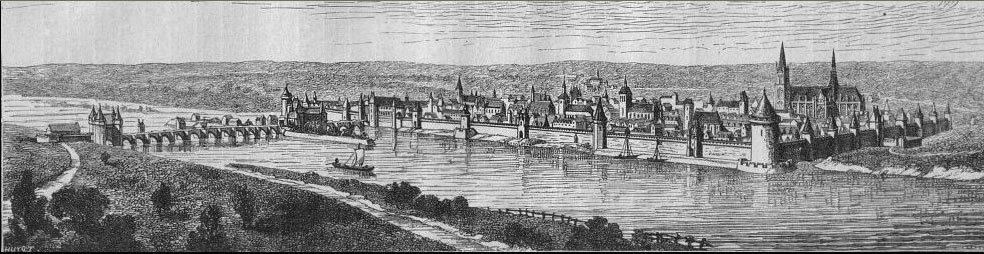
La ville d'Orléans vers 1428, illustration de La Vie de Jeanne d'Arc d'Anatole France, 1908.

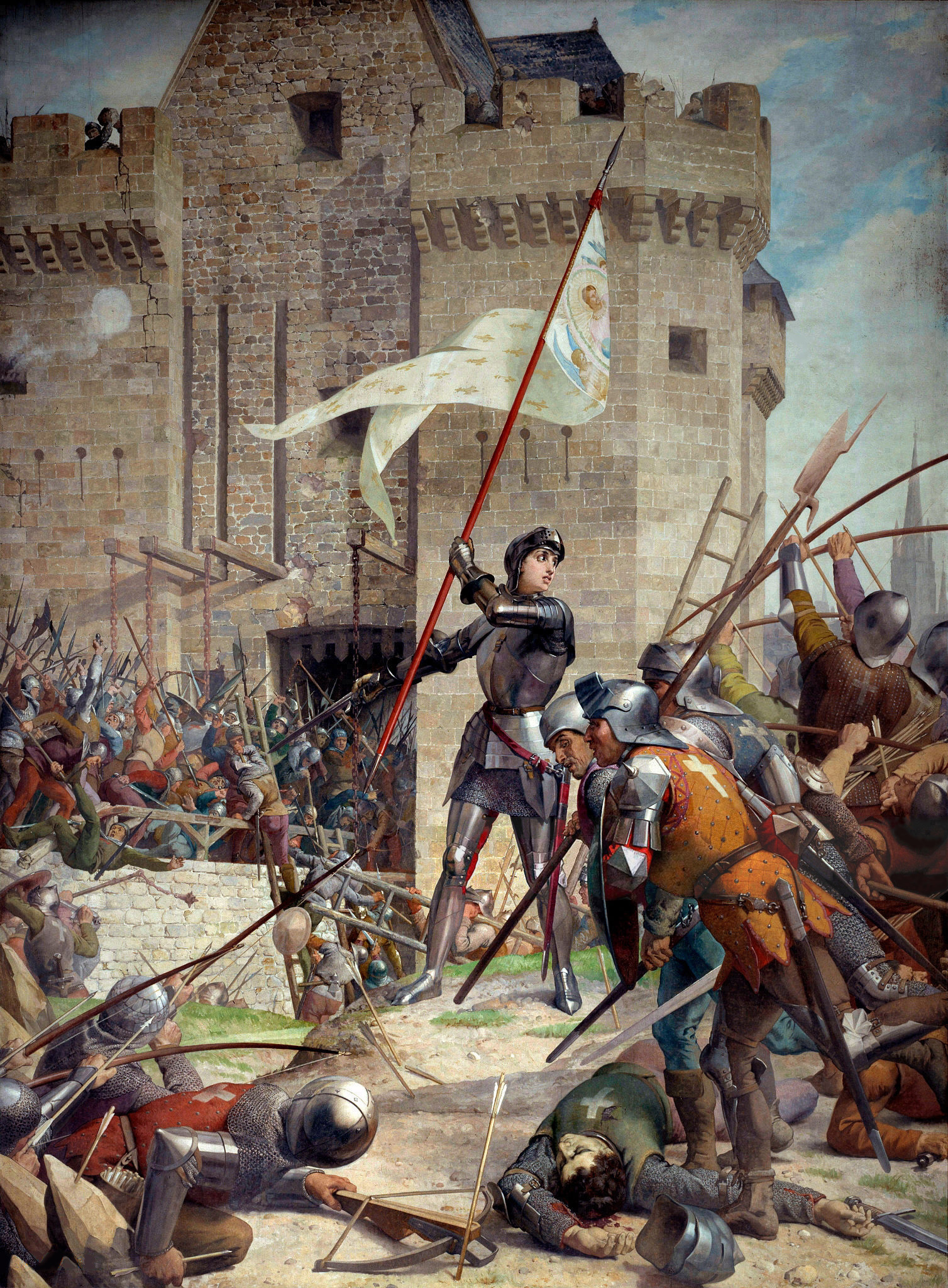
Jeanne d'Arc en armure devant Orléans de Jules-Eugène Lenepveu, 1886-1890, Paris, Panthéon.

## Préhistoire

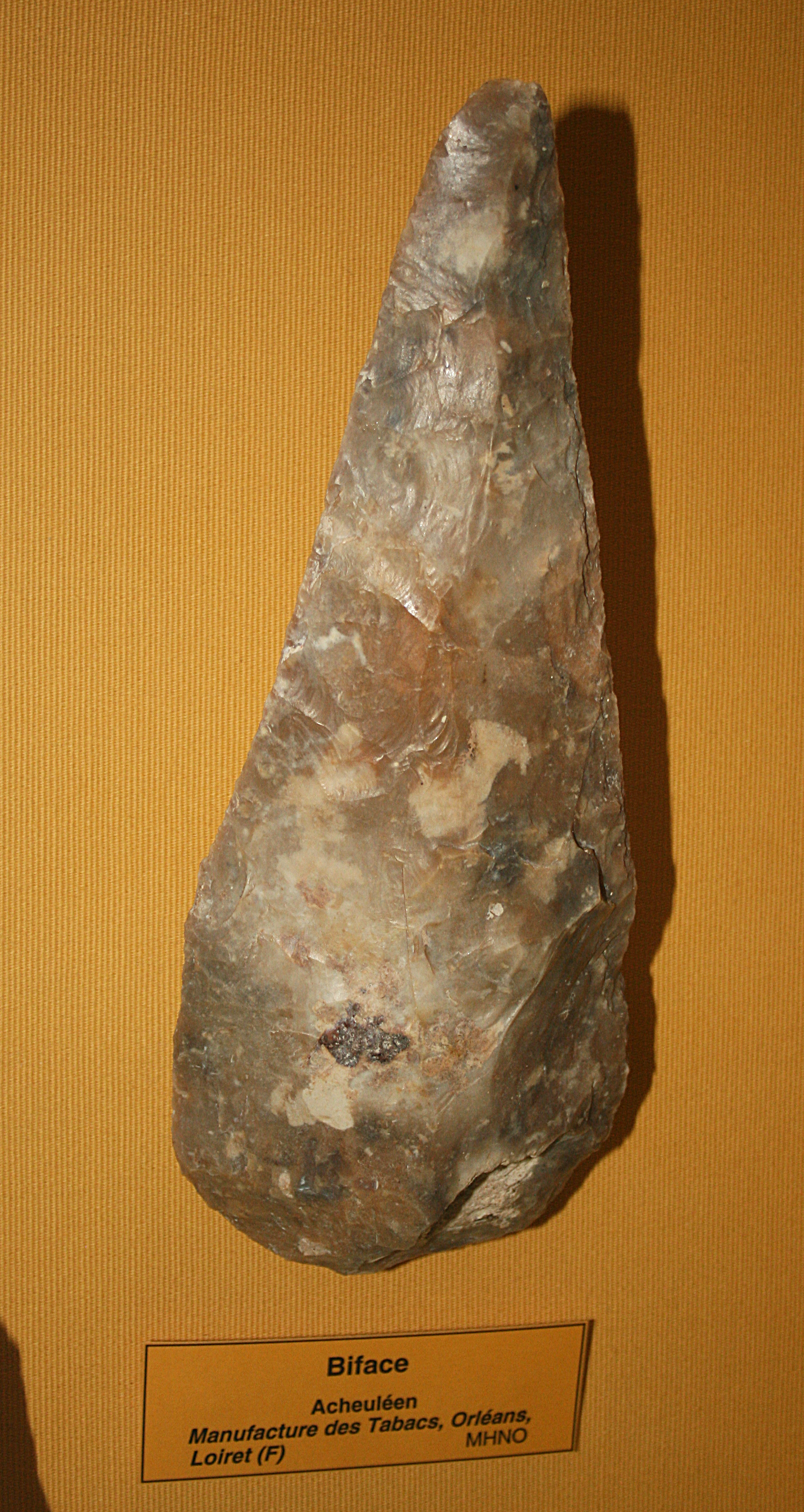
Biface, manufacture des tabacs, Orléans.

Au Paléolithique, l’homme nomade vit de chasse, de pêche et de cueillette. Il réalise les premiers outils en silex il y a un million d’années et domestique le feu vers 400 000 ans avant notre ère. L’outillage en silex et en os évolue avec les cultures et les changements climatiques. Les premières traces d'occupation humaine de l'actuelle Orléans remontent au Paléolithique inférieur (environ 300 000 ans avant notre ère). Cette période est caractérisée par l'établissement progressif des hominidés vers le nord à partir du bassin méditerranéen. Les successions de périodes glaciaires et tempérées modifient alors profondément les paysages et rendent cette implantation de l'homme plus ou moins définitive suivant les régions. Dans le val de Loire, des bifaces de type acheuléen ont été trouvés en abondance sur les plateaux de Briare et Gien. Plus sporadiquement, d'autres spécimens ont été trouvés dans les communes à l'Ouest de Gien. Ainsi à Orléans un très beau biface acheuléen a été découvert en 1948 à l'occasion de travaux d'aménagement de la manufacture des tabacs et décrit par l'abbé André Niel. D'une longueur de 25 cm pour une largeur de 9,6 cm, une épaisseur maximale de 4 cm et un poids de 800 grammes, il est comparable au spécimen géant trouvé à Châteauneuf-sur-Loire signalé et reproduit dans une étude de Bourlon en 1913. Un autre biface a été trouvé à La Source et est conservé au Muséum d'Histoire naturelle d'Orléans.

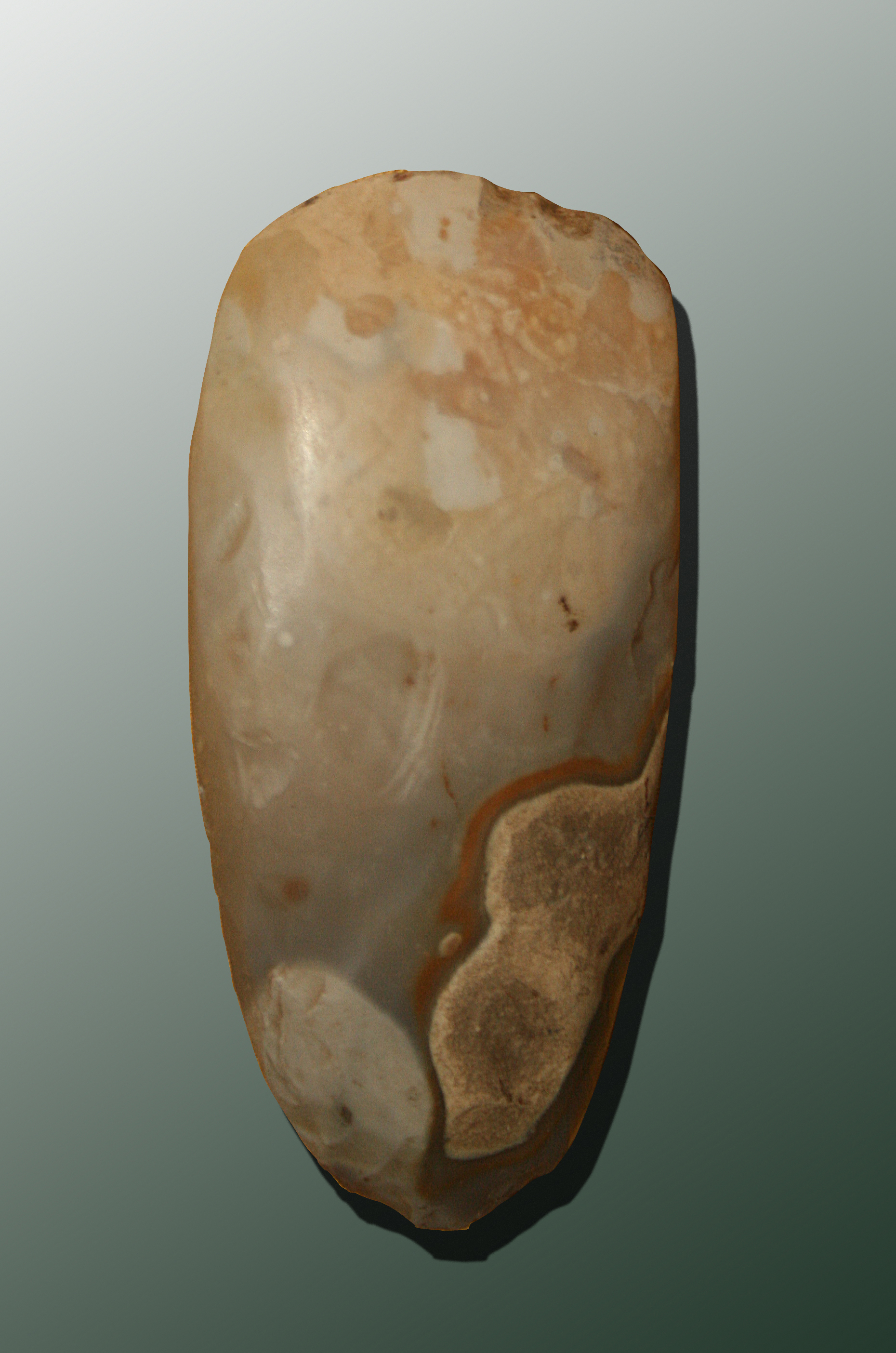
Hache polie, trouvée à Orléans, quartier de l'Argonne.

Les fouilles d'archéologie préventive associées aux travaux de construction de la deuxième ligne de tramway ont permis de mettre au jour d'autres traces attestant d'une présence humaine au Paléolithique inférieur, il y a environ 12 000 ans. Dans un paysage de taïga froide, la Loire coule alors une centaine de mètres plus au nord que le lit actuel et est bordée par différents affluents qui se colmatent plus au moins au gré de la succession des épisodes froids ou chauds. L’emplacement de l’actuelle rue du Faubourg-Madeleine, enserré entre la vallée de la Loire et l’un de ses affluents, est alors protégé et au sec, et sert tout naturellement de lieu de circulation aux populations de chasseurs-cueilleurs nomades qui parcourent la région. Deux lames en silex, longues de 10 et 8 centimètres, attestent de la présence de chasseurs-cueilleurs à cet endroit. Bruts, ces outils servaient à couper ou percer, retaillés, ils étaient utilisés comme burins ou grattoirs.
Après les derniers chasseurs-cueilleurs du Mésolithique de la station des Hauts-de-Lutz de Beaugency, les hommes se sédentarisent vers -5500, au Néolithique. Les haches en pierre polie sont utilisées au défrichage des champs et des aires domestiques. Un tel outil a été trouvé à Orléans dans le quartier de La Source. Mais les découvertes de ce type sur le territoire strict de l'actuelle commune d'Orléans sont rares. De même les pratiques et rites funéraires évoluent tout au long du Néolithique. La sépulture trouvée à La Chapelle-Saint-Mesmin, en limite du territoire de la commune d'Orléans, dite « la dame de Monteloup », est une sépulture individuelle double regroupant une femme (20 ans) et son enfant. La jeune femme est richement parée de plusieurs colliers comportant plus de deux cents dentales et une centaine de perles en lignite.
La découverte de trous de poteaux datés de -800 à -700 dans le centre historique d'Orléans permet de supposer la présence d'un habitat sur le site actuel dès le premier âge du fer.

## Protohistoire

### Cenabum,emporiumdes Carnutes
Si le site d’Orléans a livré les traces d’une fréquentation régulière depuis la Préhistoire, ce n'est que dans le courant du second âge du Fer ou période de la Tène (-500 à -52), qu'une agglomération pérenne apparaît et se structure, avec l'épanouissement de la civilisation gauloise. Deux tombes hallstattiennes ont par ailleurs été découvertes à proximité d'Orléans : à Saint-Cyr-en-Val au Sud et à Mardié à l'Est.
Avant son entrée dans l'Histoire, Cenabum (actuelle Orléans) apparaît déjà comme un port fluvial cosmopolite et actif, débouché sur la Loire de la grande nation des Carnutes, un peuple peu connu avant la Guerre des Gaules. L'historien de la Rome antique, Tite-Live, les présente parmi les peuples gaulois qui ont émigré vers l'Italie au VIe siècle av. J.-C. Ils occupent un vaste rectangle beaucoup plus étendu que le département du Loiret, mais plus petit que la région Centre-Val de Loire, et orienté selon l'axe SSE-NNO, de la Seine au nord, jusqu'au Cher au sud. Au nord-est, ils ont pour voisins les Sénons dont le territoire correspond au Gâtinais, tandis qu'à l'Est, les Éduens sont maîtres du Giennois. L'oppidum central des Carnutes est Autricum (Chartres), situé sur l’Autura (l'Eure) utilisée pour transporter l'étain venant de Grande-Bretagne. De là, il traversait la Beauce sur des chariots pour gagner Cenabum, le grand centre d'échanges sur la Loire. Dans sa Géographie, le grec Strabon écrit : « [La Loire]  passe à Cenabum, l’emporium des Carnutes (τὸ τῶν Καρνούντον ἑμπόριον), et ville à population mélangée, bâtie au milieu du parcours navigable du fleuve qui va de là se jeter dans l'océan. »,.
Jusque dans les années 1990, les recherches ne révèlent que des sites ou des trouvailles isolés tels que les vestiges d'habitat dans l'îlot Saint-Germain, entre la préfecture et la rue de la Poterne, ou un fond de cabane sur la place du Martroi. La campagne de fouilles engagée en 1997 et 1998 sur le « carreau de la Charpenterie » a permis de reconstituer un quartier habité à la fin de l'Indépendance[Quoi ?] (env. 60 av. J.-C.). Le long de la rue de la Charpenterie, des foyers ont été localisés, indiquant une structure plus étendue que l'habitat gaulois habituel. Il s'agirait d'un bâtiment à usage artisanal ou commercial témoignant déjà d'une intense activité économique. La première occupation de ce site remonte peu avant le milieu du IIe siècle av. J.-C. Le terrain a alors une vocation agro-pastorale. Le site change ensuite d'affectation avec l'installation d'ateliers de métallurgistes. À partir du début du Ier siècle av. J.-C., le bâti se densifie, tout en restant destiné à l'artisanat du métal. Un atelier de production de monnaies est même attesté.
Le noyau urbain est situé sur un bombement limité par les rues du Bourdon-Blanc et de la Tour-Neuve à l'Est, de la rue Notre-Dame-de-Recouvrance à l'Ouest et la place du Martroi au Nord. À l’Ouest, une zone cultuelle est attestée (rue de la Grille). Entre le IIe et le Ier siècle, la cité s’entoure d’une fortification de terre et de bois, murus gallicus, dont le tracé n'est formellement pas connu et constitue un oppidum. Les fonctions portuaires et commerçantes se développent. Désormais, un pont assure une traversée sécurisé du fleuve (de la rue du Petit-Puits au Nord à la place de la Bascule au Sud).

### César fait brûler Cenabum
Les Carnutes et la cité de Cenabum ont joué un rôle déterminant dans les événements qui aboutissent à l'annexion de la Gaule par Rome. Au début de l'hiver 57-56 av. J.-C., Jules César amène ses légions prendre leurs quartiers d'hiver chez les Carnutes et leur impose comme roi un certain Tasgiitios ou Tasgetius, « un homme qui, chez les Carnutes, était de très haute naissance et dont les ancêtres avaient régné sur leur propre cité »,,, un geste particulièrement impopulaire car si la royauté est répandue chez les Gaulois, elle est alors honnie dans presque toutes les cités. Tasgetius est assassiné en 54 av. J.-C.. César, craignant que la cité entière de Cenabum ne fasse défection, donne l'ordre à la légion de Lucius Munatius Plancus, cantonnée en Belgique, de se rendre à Cenabum. Les coupables sont dénoncés et arrêtés. Les Carnutes décident alors de s'en prendre aux citoyens romains installés à Cenabum pour faire du commerce. Ils sont tous assassinés le 13 février 52 av. J.-C. et, parmi eux, Caïus Fufius Cita, un chevalier romain que César avait chargé de superviser l'intendance des vivres. La nouvelle se répand ainsi dans toute la Gaule, et notamment chez les Arvernes, où un jeune noble puissant, Vercingétorix, soulève son peuple contre Rome. Très rapidement, les Sénons, Parisii, Pictons, Cadurques, Turones, Aulerques, Lémovices, Andes et Bituriges se joignent à la révolte sous le commandement suprême de Vercingétorix. Mais César prend Cenabum. Les soldats incendient et pillent la ville et les habitants sont réduits en esclavage. Peu de temps après, les Bituriges et les Arvernes sont battus à Alésia en septembre 52 av. J.-C.. En 50 av. J.-C., Jules César laisse une Gaule exsangue, emmenant avec lui l'élite des guerriers gaulois. Dès lors, soumis, les Carnutes connaissent pendant presque trois siècles les bienfaits de la paix romaine.

## Antiquité

### Cenabum, ville romaine

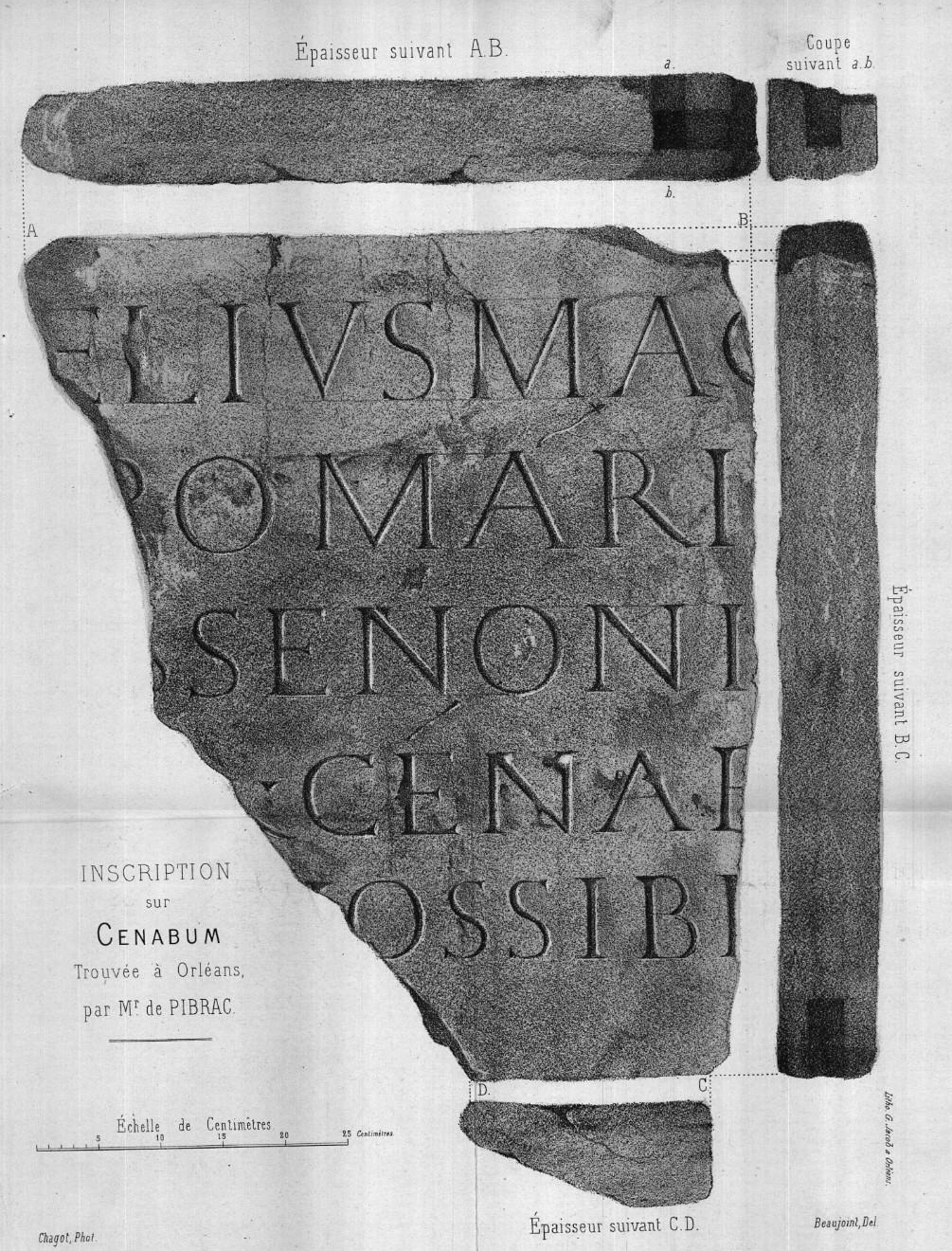
Plaque de marbre portant entre autres l'inscription « Cenab », découverte en 1846 lors de la construction d'une ligne de chemin de fer dans le faubourg Saint-Vincent à Orléans. Le lieu correspondait à une ancienne voie romaine reliant la ville à Lutèce.

Après sa destruction, Cenabum est reconstruite au cours de la première moitié du Ier siècle et s'étend à l’est et à l’ouest, sur des espaces autrefois ruraux. À l'occasion de cette reconstruction, les Romains ne romanisent pas son nom comme à Tours appelée Caesarodunum, à Autun Augustodunum ou à Troyes Augustobona.
Les fouilles pratiquées autour de la cathédrale de 1977 à 1981 ont permis de constater que ce secteur a été très largement remanié vers l'an 30 de notre ère. Peu après, sous les Flaviens (69-96), le quartier a été aménagé selon un plan urbain dont une trace a été trouvée sur le flanc nord de la basilique. Deux axes traversants, rectilignes et perpendiculaires, structurent le territoire : d’est en ouest, le decumanus maximus — "le grand chemin du levant au couchant" (rue de Bourgogne) dont le tracé suit la ligne de crête du coteau et du Nord au Sud, le cardo maximus (rues Parisie et de la Poterne). Les rues secondaires sont implantées à la parallèle de ces deux axes et à intervalles réguliers dessinant ainsi un module d’îlots orienté Est-Ouest (d’environ 60 sur 120 m). Ce dernier est divisé en parcelles,.
Des édifices publics caractéristiques de la ville romaine sont construits. Un forum est construit à l’intersection du cardo et du decumanus. Les premiers vestiges sont découverts en 1741 par les bénédictins de la congrégation de Saint-Maur à l'occasion de travaux de reconstruction du monastère Notre-Dame de Bonne-Nouvelle, emplacement de l'actuelle préfecture. Un théâtre est érigé à l’Est au sortir de la ville sur la pente du coteau (rue de l’Abreuvoir). En 1838, des thermes ont pu être localisés 10, rue du Poirier. En 1977-78, les fouilles au sud de la cathédrale ont fait apparaître deux petits hypocaustes de balnéaires privés. L'un d'eux a pu être conservé en bordure du parc à voitures souterrain. L'aqueduc alimentant la cité en eau domestique et les thermes est étudié en détail en 2007. Il achemine les eaux issues de la fontaine de l'Étuvée, à 2 km au nord-est et connue depuis 1823. Ce site, emplacement de l’actuel parc de l’Étuvée, constitue un complexe cultuel voué à la déesse des eaux Acionna. La présence d'ex-voto anatomiques, d'une dédicace à la déesse Acionna et probablement d'un bassin de captage de source au sein du sanctuaire attestent de la présence d'un sanctuaire de source à connotation guérisseuse.
Le port s’étend vers l’est. Quais après quais, il gagne sur la Loire (près de 60 m en un siècle) permettant le développement, au pied du coteau, d’un nouveau quartier destiné au stockage et à la transformation des matières premières. L'absence de toute construction sur l'espace le plus éloigné du fleuve montre que ce secteur garde une fonction de déchargement de marchandises, même s'il est moins fréquenté que durant le Ier siècle.

### Civitas Aurelianorum

#### Invasion des Barbares et nouvellecivitas
À partir du milieu du IIIe siècle, les peuples d'Asie et d'Europe centrale envahissent l'Empire romain. Les Francs et les Alamans franchissent le limes du Rhin en 275-276 et déferlent sur la Gaule à maintes reprises. Aux incursions constantes des barbares s'ajoutent les ravages de bandes appelées "bagaudes", formées de citadins fugitifs, d'esclaves évadés, de déserteurs, de vagabonds de toutes sortes. À partir de 235, les empereurs de Rome sont impuissants à rétablir la paix. Au plus fort de la crise, entre 270 et 280, les empereurs  Aurélien (270-275) et Probus (276-282), jouent un rôle éminent dans la défense de la Gaule contre les Barbares. La cité des Carnutes était beaucoup trop étendue. À une date impossible à préciser entre 275 et 305, elle est partagée en deux : la moitié sud-est forme la Civitas Aurelianorum, la cité des Aureliani dont Cenabum devient le chef-lieu. Le nom de Civitas Aurelianorum est attesté pour la première fois en 346 dans les actes du pseudo-concile de Cologne, puis par la tablette de patronat, rédigée après 370. On a supposé que lors de la reprise en main qui a suivi la crise de 270-280, les habitants de Cenabum sont devenus les protégés d'un Aurelius, peut-être un empereur ayant porté ce nomen gentilicum, or on en compte dix depuis le milieu du IIe siècle. Parmi les deux empereurs, "restaurateurs de la Gaule", cités plus haut, Aurélien (L Claudius Domitius Aurelianus) ne le portait pas, tandis que son successeur s'appelait M. Aurelius Probus. L'avant-dernier a été Dioclétien (C. Aurelius Valerius Diocletianus), le grand réformateur de la Gaule et de l'Empire, qui ne prit ce "nom de famille" qu'après son avènement, sans doute en souvenir des empereurs Aurelii des IIe et IIIe siècles. À la même époque, deux cités reçoivent également le surnom d'un empereur : Constantin (Coutances) de Constance Chlore (Gaius Flavius Valerius Constantius, 305-306) et Gratianopolis  (Grenoble) de Gratien (Flavius Gratianus, 367-383).

#### La ville devient un castrum
Au IVe siècle, un nouveau rempart est construit, en maçonnerie de pierre et de brique. Sa fonction est militaire mais également politique et symbolique, en lien avec l’affirmation de pouvoirs politiques locaux, notamment celle d’un pouvoir municipal renforcé par l’accession de la ville au statut de chef-lieu de cité. De forme quadrangulaire et englobant une surface d’environ 25 ha, la face sud de l’enceinte longe la Loire sur 570 m. Le tronçon Nord (rue Dupanloup) est long de 536 m et les tronçons Est (rues de la Tour-Neuve et du Bourdon-Blanc) et Ouest (rue des Hostelleries, Ducerceau et Sainte-Catherine) respectivement de 4 580 m et 446 m. Au moins six portes ou poternes sont connues, dont trois correspondent au débouché du cardo et du decumanus de la ville antique (porte Dunoise à l’ouest, porte Parisie au nord et porte Bourgogne à l’est). Des tours circulaires viennent renforcer l’enceinte à espace régulier, environ tous les 55 m. Quatre sont attestées, toutes situées sur les flancs est et nord de l’enceinte (tour Blanche, tour du Champ-égron, tour Sainte-Croix et tour du Plaidoyer-l’évêque),.
Cette première enceinte quadrangulaire est conservée durant le premier Moyen Âge (Ve - XIe siècle de notre ère), oscillant entre abandons, dégradations, reconstructions et renforcements et reste la seule défense de la ville jusqu'au milieu du XIVe siècle, bien que des faubourgs se soient développés très tôt à l'est et à l'ouest. Ils seront détruits à chaque alerte grave pendant la guerre de Cent Ans.

#### Cité épiscopale

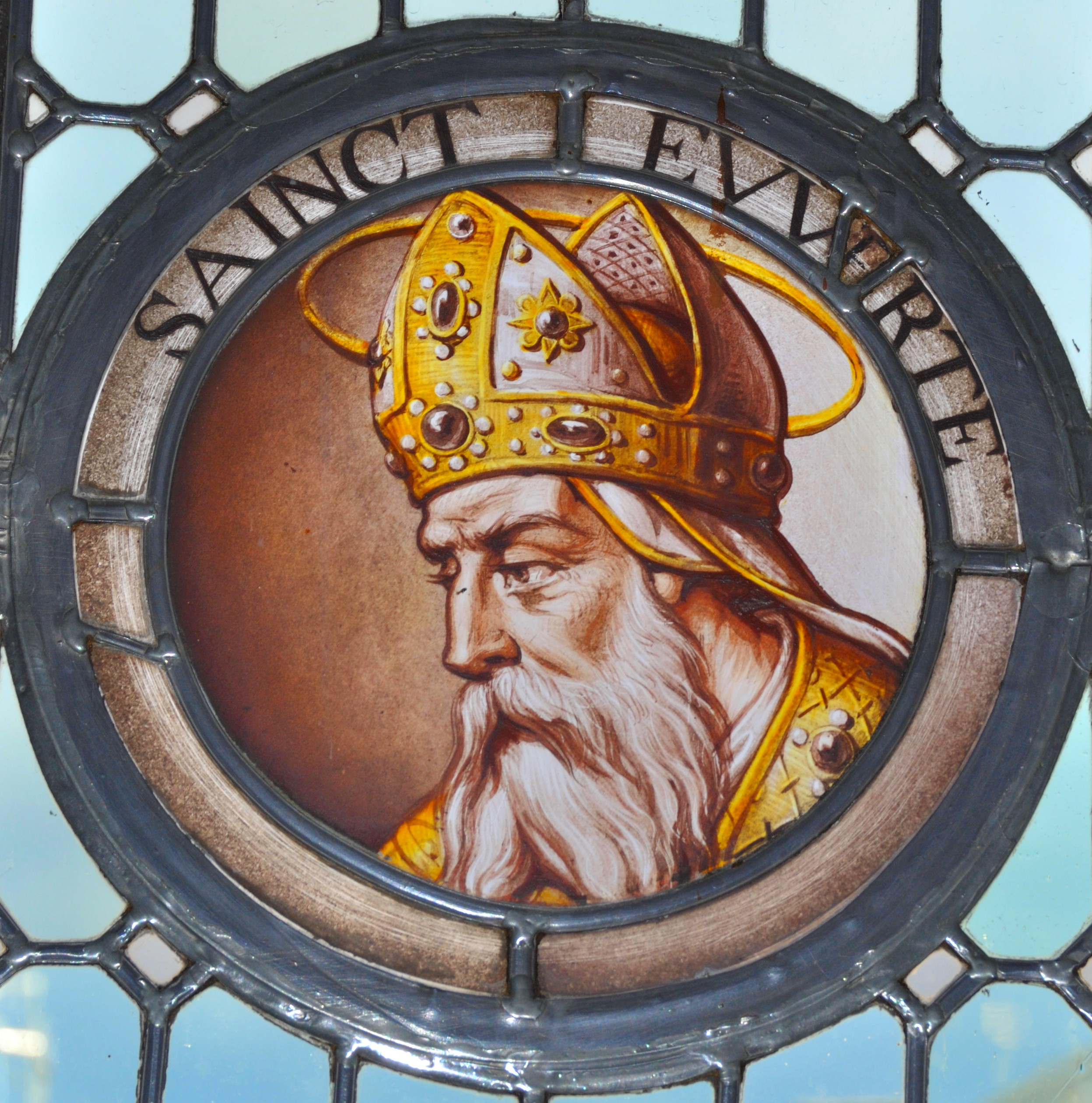
Représentation de saint Euverte sur un vitrail de l'Hôtel Groslot d'Orléans.

Au cours de la seconde moitié du IIIe siècle, malgré les persécutions de Decius (250) et de Dioclétien (303), le christianisme commence à se propager dans la province de Sens sous forme de communautés discrètes qui n'ont laissé aucune trace. Après 313, la liberté de culte accordée par le rescrit de Constantin (appelé "Édit de Milan"), permet à ces communautés de se développer et de s'organiser dans les cadres administratifs de l'Empire : dans chaque chef-lieu de cité s'installe un évêque (episcopus) et à la capitale de province siège l'archevêque ou métropolitain. Le premier évêque connu pour la civitas Aurelianorum est Declopetus. Le quatrième de la liste est saint Euverte, un des signataires du concile de Valence en 374. Il est l'un des patrons de la ville d'Orléans. Plusieurs miracles lui sont attribués, dont celui de sa désignation comme évêque par une colombe, symbole du Saint-Esprit.
Les premières communautés chrétiennes se réunissent dans des locaux de fortune, des ecclesiae, en grec, puis latin, qui signifie l'assemblée, devenu en français "l'église". Quand, autour de l'évêque qui résidait dans la domus ecciesiae, le clergé est devenu plus nombreux, l'une de ces  ecciesiae est devenue la cathedra, c'est-à-dire « le siège » du pontife, d'où le français a fait la cathédrale. Aucun texte n'indique la localisation de cette première cathédrale à Orléans.

#### Saint-Aignan, protecteur de la ville lors du siège de 451
L'invasion des Huns en 451 et leur défaite à Orléans mettent au-devant de la scène l'évêque Aignan qui organise la défense de la cité devant l'arrivée des envahisseurs. Avec une armée de 50 000 hommes, Attila passe le Rhin, prend et brûle Metz le 7 avril, traverse la Champagne et se dirige vers Orléans où il veut franchir la Loire, répandant effroi et panique sur son passage. Alerté, l'évêque d'Orléans, Aignan, vieillard de 92 ans, entreprend un long voyage jusqu'en Arles, où il demande l'aide d'Aetius, généralissime romain qui lui promet d'arriver début juin en Val de Loire avec une armée de secours. Début mai 451, Attila dresse son camp à l'est d'Orléans. L'évêque encourage la résistance de la population qui fait face mais est contrainte de se rendre. Alors que les habitants commencent à être enchaînés par les vainqueurs, Aignan voit de sa tour arriver les légions romaines d'Aetius. Attila et les Huns s'enfuient avant d'être battus aux Champs catalauniques le 20 juin 451.
De ce fait historique a découlé une expression célèbre du conte Barbe bleue où la malheureuse épouse, promise à avoir le cou tranché pour avoir désobéi à son époux Barbe Bleue, lance trois fois l'appel : « Anne, ma sœur Anne, ne vois-tu rien venir ? », Anne étant sa sœur qui attendait l'arrivée des frères pour délivrer l'épouse comme Aignan attendait les Romains. En réalité, dans la légende composée après la délivrance d'Orléans, la phrase est « Agne, mon frère Agne (c'est-à-dire Aignan), ne vois-tu rien venir ? ».

## Moyen Âge

### Aurilianis dans le royaume des Francs

#### Occupation franque
En 463, le général romain Ægidius bat les Wisigoths lors de la bataille d'Orléans, aidé par les Francs saliens, peuple fédéré à Rome, et leur « rex » Childéric Ier. Le lieu probable du choc guerrier se situe entre Saint-Hilaire-Saint-Mesmin, Olivet et Orléans. Pendant quelques années, la région entre Seine et Loire demeure sous la domination romaine sous la domination de Syagrius, le fils d'Ægidius. Mais en 486 Clovis bat Syagrius à Soissons, s'emparant de son domaine.

La division de la Gaule en 511. Le royaume de Clodomir, englobant le Loiret, est en rouge.

Le règne de Clovis s'achève par une décision d'une portée considérable : il convoque en juillet 511 un concile général à Orléans, destiné à associer la royauté franque à l'église de Gaule. Clovis sait en effet que l'Église peut ainsi conforter grandement son pouvoir. Il a besoin des évêques catholiques pour unifier des populations hétérogènes, pour joindre à la conquête réelle des territoires la conquête morale de ces populations et pour accorder la civilisation germanique avec la société gallo-romaine sous l'égide de la foi catholique. Il s'agit d'un concile interprovincial qui réunit 32 évêques venant de sept provinces. Après avoir délibéré, les évêques adoptent, le 10 juillet 511, 31 canons ou décrets et sollicitent l'approbation du roi.

#### Orléans dans les partages des mérovingiens
À la mort de Clovis, en 511, le Regnum Francorum ou royaume des Francs, désigné par les historiens sous le terme de Francie, est partagé entre ses successeurs, ses quatre fils. La partie orléanaise échoit à Clodomir, Metz à Thierry Ier, Paris à Childebert et Soissons à Clotaire,. Le royaume de Clodomir occupe les parties occidentale et centrale du domaine des Francs, se développant autour de la Loire. Sur les plans administratif, judiciaire et militaire, ce royaume apparaît divisé en duchés, comtés et districts. Mais le gouvernement « central », très réduit, est itinérant, le roi se déplaçant avec ses leudes et ses serviteurs de cité en cité ou d’une « villa » rurale à l’autre.
En 524, Clodomir fait assassiner Sigismond, roi des Burgondes, et sa famille près de Saint-Péravy-la-Colombe, un village à 20 km au nord-ouest d'Orléans. Les corps sont jetés dans un puits, en un lieu devenu plus tard le village de Saint-Sigismond, centre d'un pèlerinage en mémoire du roi burgonde considéré comme un martyr. Puis il mène une expédition militaire contre les Burgondes en compagnie de Thierry. Il est tué lors de la bataille de Vézeronce le 21 juin 524, après avoir été trompé par des adversaires qu'il poursuivait.
À  la mort de Thierry, Childebert et Clotaire s'emparent de l’État de Clodomir qui échoit finalement à Clotaire à la mort de Childebert, en 558, au sein d'un royaume franc réunifié. Mais pour peu de temps car à sa mort en 561, le Regnum Francorum est à nouveau partagé en quatre, entre ses quatre fils légitimes : Sigebert Ier, Gontran, Caribert Ier et Chilpéric Ier. Gontran reçoit la Burgondie et une partie du royaume de Clodomir, avec pour siège Orléans. Il visite de temps à autre Orléans, où il participe à plusieurs banquets qui lui permettent de rencontrer ses sujets. Selon le chroniqueur Grégoire de Tours, il est accueilli le 4 juillet 585 par des acclamations en diverses langues, ce qui montre la forte implantation des marchands orientaux dans la ville ligérienne,. Même après les migrations des peuples germaniques et l’installation des Francs, Orléans continue en effet à être un centre d’échanges locaux, régionaux, voire internationaux.
Après Dagobert Ier (roi des Francs de 629 à 639) qui voyagea beaucoup, mais ne passa jamais par Orléans, la ville, toujours rattachée à la Bourgogne, est sous l'autorité de Clovis II (639-657), puis de ces souverains impuissants et débauchés que la tradition a surnommé "les rois fainéants". Une autre dynastie est en train de naître dans la lignée de Pépin de Herstal avec son bâtard Charles Martel.

### Renaissance carolingienne

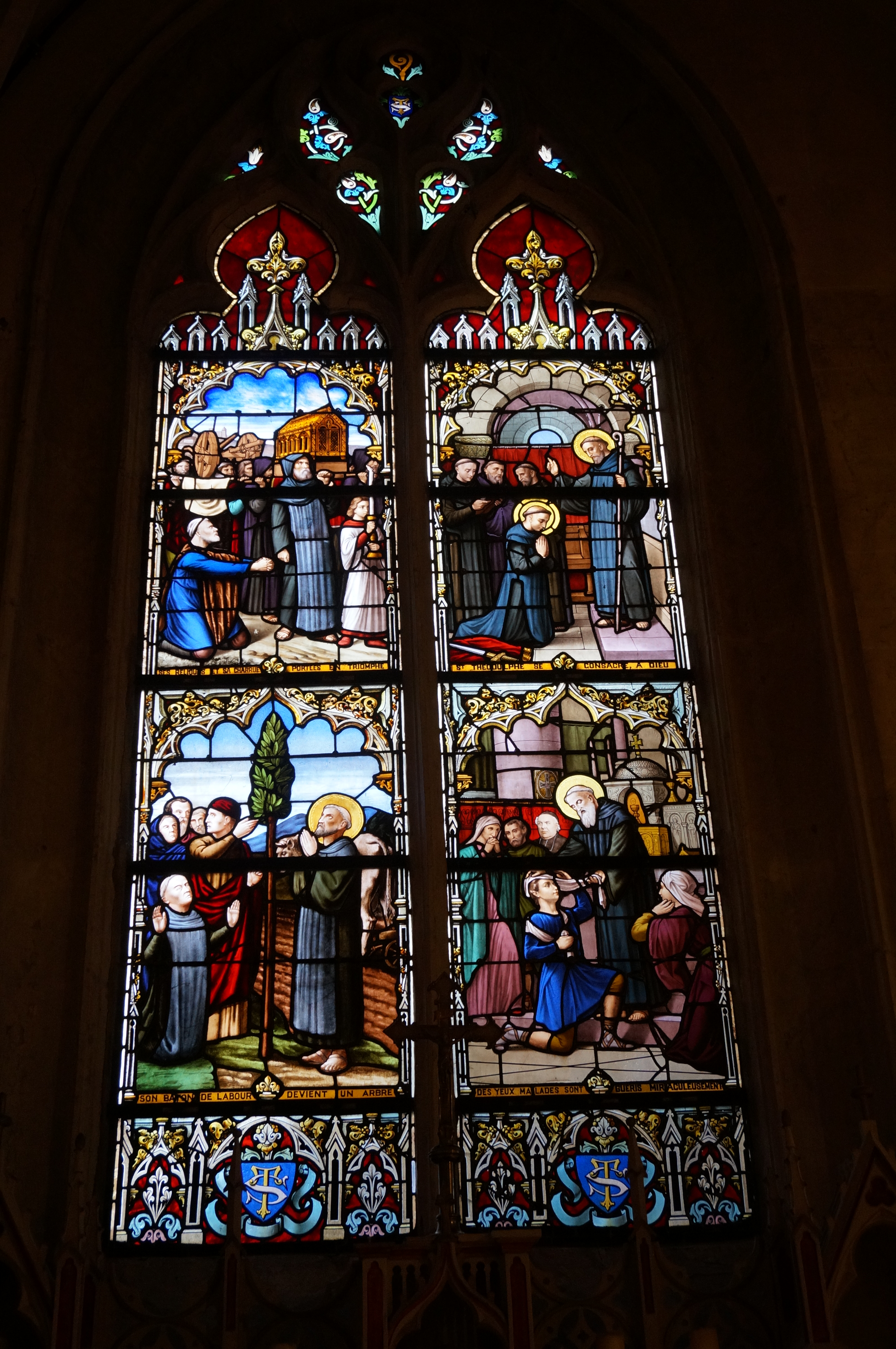
Trigny (Marne), église Saint-Théodulphe, vitrail représentant la vie de saint Théodulphe (XIXe siècle).

L'aîné des deux fils de Charles Martel, Pépin le Bref, se débarrasse du dernier roi mérovingien Childéric III, en l'enfermant, tondu, à l'abbaye de Saint-Bertin et se fait élire roi des Francs par l'assemblée des grands réunie à Soissons (novembre 751). En 768, suivant la tradition des rois francs. Pépin partage son héritage entre ses deux fils : Charles et Carloman. Ce dernier reçoit la Bourgogne dont Orléans fait toujours partie. La mort de Carloman en 771 refait l'unité du royaume franc sous la souveraineté de Charles que la tradition a surnommé Charlemagne. Ce dernier n'est venu à Orléans qu'une seule fois au retour d'une inspection des moyens de défense du littoral atlantique, le 5 juin 800, où une grande réception salua son arrivée.
La région connaît alors un renouveau culturel impulsé par Charlemagne et ses conseillers Alcuin, un diacre anglo-saxon, et Théodulf, nommé d'abord évêque d'Orléans (en 783 pour les uns, en 798 pour les autres), tant sur les aspects littéraire, scripturaire, scolaire, pastoral, liturgique, théologique qu'artistique. Alcuin est abbé de nombreux monastères dont Ferrières et Saint-Martin de Tours. Théodulf reçoit aussi de Charlemagne les charges d'abbé de Saint-Aignan d'Orléans, de Saint-Liphard de Meung-sur-Loire, de Saint-Mesmin de Micy et de Fleury. Théodulfe reçoit Louis le Pieux, en 814, dans la cathédrale Sainte-Croix. En 817, Théodulfe, impliqué dans la révolte en Italie d'un petit-fils de Charlemagne, est dépossédé de son siège et relégué dans un monastère à Angers. C'est en septembre ou octobre 821 que disparait celui qui fut l'un des plus grands humanistes qu'ait porté le siège d'Orléans.

### Incursion des vikings et fin des carolingiens
Le 6 juin 848, l'évêque d'Orléans Agius, organise les cérémonies du sacre de Charles II le Chauve, à la cathédrale Sainte-Croix d'Orléans, en présence de l'archevêque de Reims qui donne l'onction sacrée.
En 854, une première tentative de raid de Vikings, remontant la Loire avec des bateaux à fond plat, contre Orléans échoue grâce à l'évêque d'Orléans Agius et l'évêque de Chartres Burchardus qui organisent la résistance des Orléanais et obligent les Danois à regagner la basse Loire. En 856, Orléans et Saint-Benoît-sur-Loire sont pillées. En 865, Saint-Benoît-sur-Loire est à nouveau incendiée et, au retour, la bande d'envahisseurs brûle la cathédrale d'Orléans et les églises Saint-Avit et Saint-Aignan bâties hors les murs. En 868, l'évêque de Dol, Menou, se réfugie à Orléans avec les reliques de saint Samson et en laisse une partie, avant son retour en Bretagne, à l'église orléanaise Saint-Symphorien qui prend le nom de Saint-Samson,. En dépit de ces destructions, pillages et incendies, Orléans reste toutefois un centre important : un évêché comportant un scriptorium et une bibliothèque, un atelier de frappe monétaire mérovingien et carolingien. Le développement de bourgs à l’extérieur de l’enceinte antique et l’existence d’une trentaine d'églises au Xe siècle sont une autre marque du dynamisme urbain au Haut Moyen Âge.

### Époque capétienne

#### Orléans, résidence principale des rois
Selon le moine chroniqueur Raoul Glaber, une des sources les plus importantes dont disposent les historiens sur la France durant cette période, Orléans est « la principale résidence des rois de France, à cause de sa beauté, de sa population nombreuse et aussi de la fertilité de son sol ».
En 987, Hugues Capet est sacré à Noyon. Pour confirmer sa légitimité contestée par les partisans de Charles de Basse-Lorraine et assurer sa succession, il obtient de l'archevêque de Reims qu'il vienne à Orléans le sacrer conjointement avec son fils Robert, âgé d'environ quinze ans. La cérémonie se déroule dans la cathédrale Sainte-Croix (qui est encore celle de Théodulfe) le 25 décembre 987,.
À l'avènement d'Hugues Capet, le domaine royal est morcelé et peu étendu. Le comté d'Orléans comprend les châtellenies de Beaugency, Boiscommun, Châteauneuf-sur-Loire, Châteaurenard, Lorris, Neuville-aux-Bois, Orléans, Vitry-aux-Loges, Janville et Yèvre-le-Châtel. Enclavé dans d'autres fiefs souvent plus puissants, l'Orléanais est cerné à l'ouest par le puissant comté de Blois et de Chartres, dont relève la seigneurie de Beaugency, au sud par la vicomté de Bourges, puis, au sud-est et à l'est, par le comté de Sancerre, les seigneuries de Gien, de Courtenay et le comté du Gâtinais. Les premiers Capétiens n'ont d'autre préoccupation qu'affermir leur autorité dans leur domaine Orléanais face à des grands feudataires, inquiets des prétentions unificatrices de la nouvelle dynastie.

#### Orléans autour de l'an 1000
En 989, un incendie ravage la ville, ainsi que le faubourg de l’est. La cathédrale est lourdement touchée. Les travaux de reconstruction sont entrepris par l'évêque Arnoul Ier (970-1003) et poursuivis par ses successeurs, Foulques, Thierry et Odolric, sous les règnes de Hugues Capet et de Robert le Pieux.
En 991, Charles de Lorraine et ses fils, farouches opposants à Hugues Capet, sont détenus dans la prison du palais d’Orléans, probablement déjà localisé à l’emplacement du futur châtelet royal, en bordure du fleuve.
S’ensuit une période de renouvellement et d’embellissement de la « capitale » sous l’impulsion de Robert II le Pieux. La cathédrale, les églises, les monastères et les basiliques sont reconstruits, et de nouveaux édifices religieux (Saint-Vincent, Saint-Hilaire) voient le jour. L’exploitation de vastes carrières d’extraction de calcaire, creusées en bordure du fleuve au XIe siècle est probablement à mettre en relation avec cette grande phase de rénovation urbaine.

#### Premier bûcher d’hérétiques à Orléans (1022)
En 1022, est dénoncée la présence d'hérétiques à Orléans, une douzaine des plus érudits parmi les chanoines de la cathédrale d'Orléans, liés notamment à l'entourage de la reine Constance d'Arles. Leur doctrine, qu'on a cherché sans grand succès à relier à des hérésies antérieures et postérieures, remettait en cause le rôle de la grâce et donc les sacrements qui la confèrent ; elle privilégiait une quête spirituelle intérieure accompagnée d'un ascétisme rigoureux. C'était une manière pour les hérétiques de contester l'autorité épiscopale, dont les préoccupations laïques étaient de moins en moins tolérées dans le cadre d'un mouvement de réforme de l'Église qui recueillait un large consensus au sein de la société médiévale. Mais, par leur radicalité, ces innovations théologiques allaient bien au-delà de la rénovation de l'Église et impliquaient un bouleversement majeur de l'organisation sociale de la chrétienté médiévale d'Occident. C'est pourquoi les autorités laïques et ecclésiastiques prirent soin, par un jugement et un châtiment exemplaire, de stigmatiser avec force les déviances de ces intellectuels orléanais.
Les condamnés sont brûlés comme hérétiques. Il s'agit du premier bûcher de la chrétienté médiévale. Tant par la sévérité du châtiment que par la qualité intellectuelle des accusés, l'affaire d'Orléans, procès d'une « hérésie savante », est un cas singulier au sein du « printemps des hérésies » que semble constituer le XIe siècle.

#### Essor économique à partir de 1100

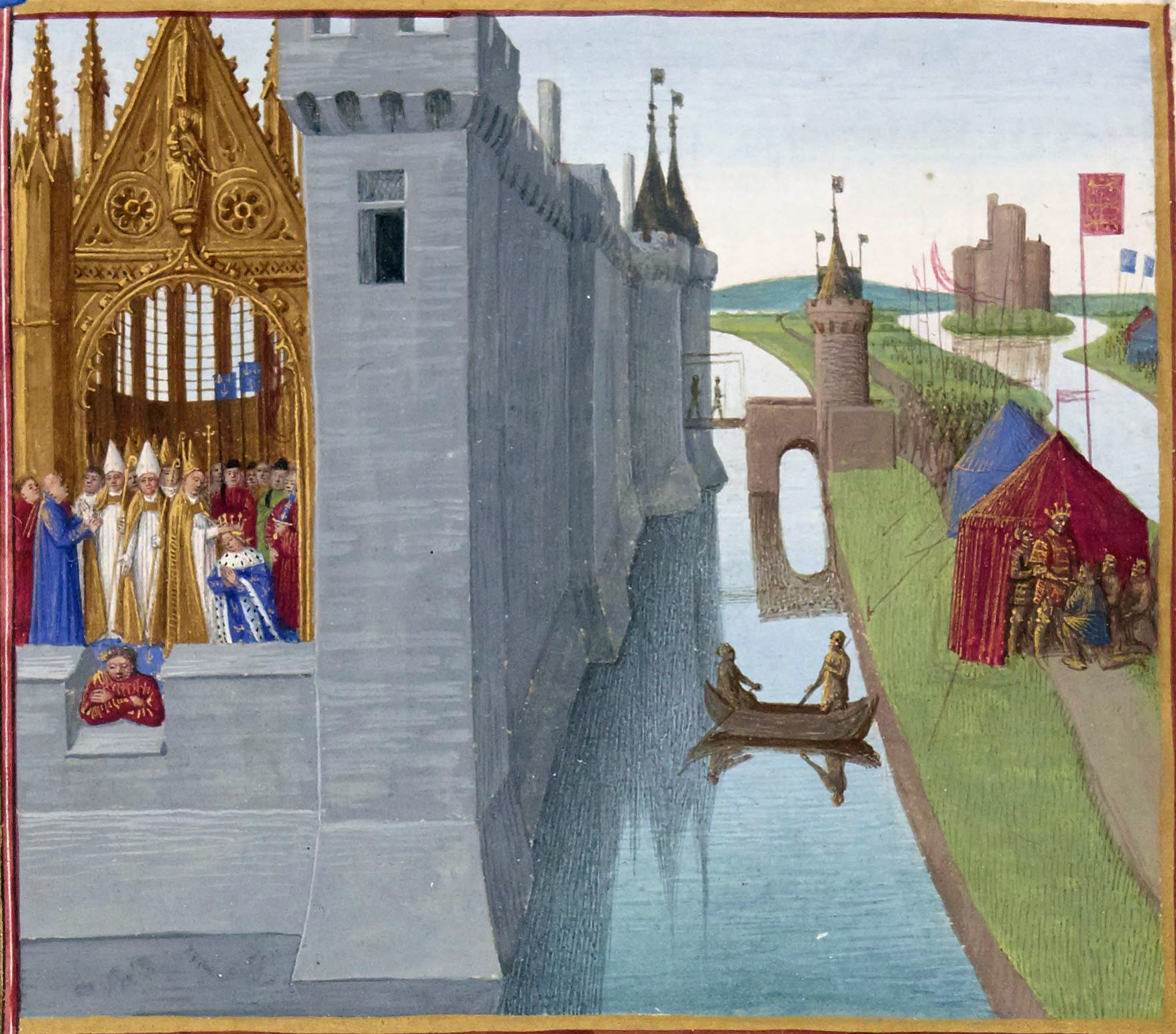
Le couronnement de Louis le Gros à Orléans. Miniature de Jean Fouquet, Grandes Chroniques de France, vers 1455-1460.

Le 3 août 1108, Louis VI le Gros est le troisième et dernier roi sacré dans la cathédrale d'Orléans, par l'archevêque de Sens, Daimbert, ce qui entraîne les protestations de l'archevêque de Reims qui considère le sacre des rois comme un de ses privilèges.
La ville connaît alors une période d’essor économique, se conjuguant avec le progrès social. La ville se voit dotée de chartes, et institutions (baillis, procureur). Un pont sur la Loire, le pont des Tourelles, est construit entre 1120 et 1140. La culture de la vigne se développe en Val de Loire, renforçant ainsi le rôle commercial déjà prépondérant d'Orléans. Quatre foires dotées de privilèges royaux s'y déroulent chaque année. Henri Ier en 1057 ordonne que les portes de la ville soient ouvertes pendant les vendanges et interdit à ses officiers toute exaction sur le vin.
En 1178, deux chartes en faveur des commerçants d'Orléans abolissent les droits perçus sur les marchandises. Peu à peu, les communautés artisanales ou commerçantes s'organisent en corporations et font enregistrer leurs statuts. La plus puissante est la « communauté des marchands fréquentant la rivière de Loire et fleuves descendant en icelle ». L'appui royal est essentiel pour les bateliers qui doivent payer d'innombrables taxes. Les souverains capétiens accordent aussi quelques libertés aux bourgeois. Ainsi, en 1137, Louis VII les protège des abus de pouvoir du prévôt royal et de ses sergents. Philippe Auguste franchit un cap décisif en associant des représentants des bourgeois de la ville aux officiers royaux pour l'établissement de la taille. Tout au long du XIIIe siècle, une véritable vie municipale se met en place et une coutume s'instaure permettant aux habitants de la ville d'élire des procureurs qui parlent et agissent en leur nom. Même si l'émancipation urbaine est un peu limitée par Philippe Le Bel, elle est cependant définitivement acquise au détriment des seigneurs féodaux qui doivent peu à peu abandonner leurs prérogatives,.

#### Naissance de l'Université
Après le rétablissement de la règle bénédictine, l'école de Saint-Benoît devient le principal foyer d'études monastiques de la France. Au XIIe siècle, sous la direction de Raoul Tortaire, célèbre pour son art de l'enluminure, elle forme des miniaturistes. Aux écoles monastiques répondent celles d'Orléans, groupées autour de Saint-Aignan, Saint-Pierre-le-Puellier et la cathédrale Sainte-Croix. Dès le XIe siècle, des personnages illustres les fréquentent comme Maurice de Sully, futur évêque de Paris.
L'étude de la rhétorique, et surtout, du droit canonique et du droit romain, assure à partir du XIIe siècle la renommée du centre orléanais. Le 17 janvier 1235, le pape Grégoire IX autorise à Orléans l'enseignement du droit, interdit depuis 1219 à Paris par Honorius III. Cela confère à la ville la place de la capitale française du droit romain,. Les plus grands légistes étudient auprès des maîtres orléanais ; parmi eux, Yves Hélory (saint Yves) ou les futurs papes Clément V, premier des papes d'Avignon, et Jean XXII. C'est ce même pape Clément V qui, par cinq bulles pontificales du 27 janvier 1306, reconnaît officiellement l'université,. Cette reconnaissance entraîne un certain mécontentement auprès des Orléanais qui voient dans les étudiants des trublions en puissance. Philippe le Bel restreint en 1312 les privilèges accordés aux universitaires qui, en guise de protestation, s'exilent à Nevers en 1316. Mais en 1320, sous le règne de Philippe V, l'université est rétablie à Orléans et tous les privilèges qui y sont attachés sont reconnus,.

### Guerre de Cent Ans

#### Deuxième accrue
À la mort du dernier fils de Philippe IV le Bel, Philippe VI de Valois et Édouard III Plantagenêt se disputent la succession au trône de France. Cette rivalité va se prolonger et engendrer une suite de guerres et de trêves durant plus de cent ans.
C'est probablement vers 1356 que les Orléanais décident de protéger le faubourg occidental, dit "bourg Dunois", par une muraille raccordée à la première enceinte. La porte Renard est la première terminée avant 1390, la porte Bernier est en cours d'achèvement vers 1392, quand Louis devint le deuxième duc, enfin la porte Bourgogne est reconstruite à partir de 1399. Le nouveau mur s'accroche au coin nord-ouest de la première enceinte par la tour Saint-Samson. L'angle septentrional, le plus saillant, est marqué par la tour du Heaume. Le mur continue en droite ligne jusqu'à la porte Bernier appelée Bannier après 1440 (place du Martroi), puis il décrit une courbe concave jusqu'à la porte Renard (place De Gaulle). De cette dernière il trace une courbe convexe jusqu'à la Barre Frambert en bordure de Loire. Entre cette tour d'angle et la tête nord du pont, la muraille est élevée entre 1401 et 1408. Cette nouvelle "accrue" de la ville porte la surface enclose de 25 à 37 hectares. La longueur totale de l'enceinte est de 4 590 m, dont 1590 d'enceinte réutilisée et 1 000 m de nouvelle.

#### Siège d'Orléans (1428)

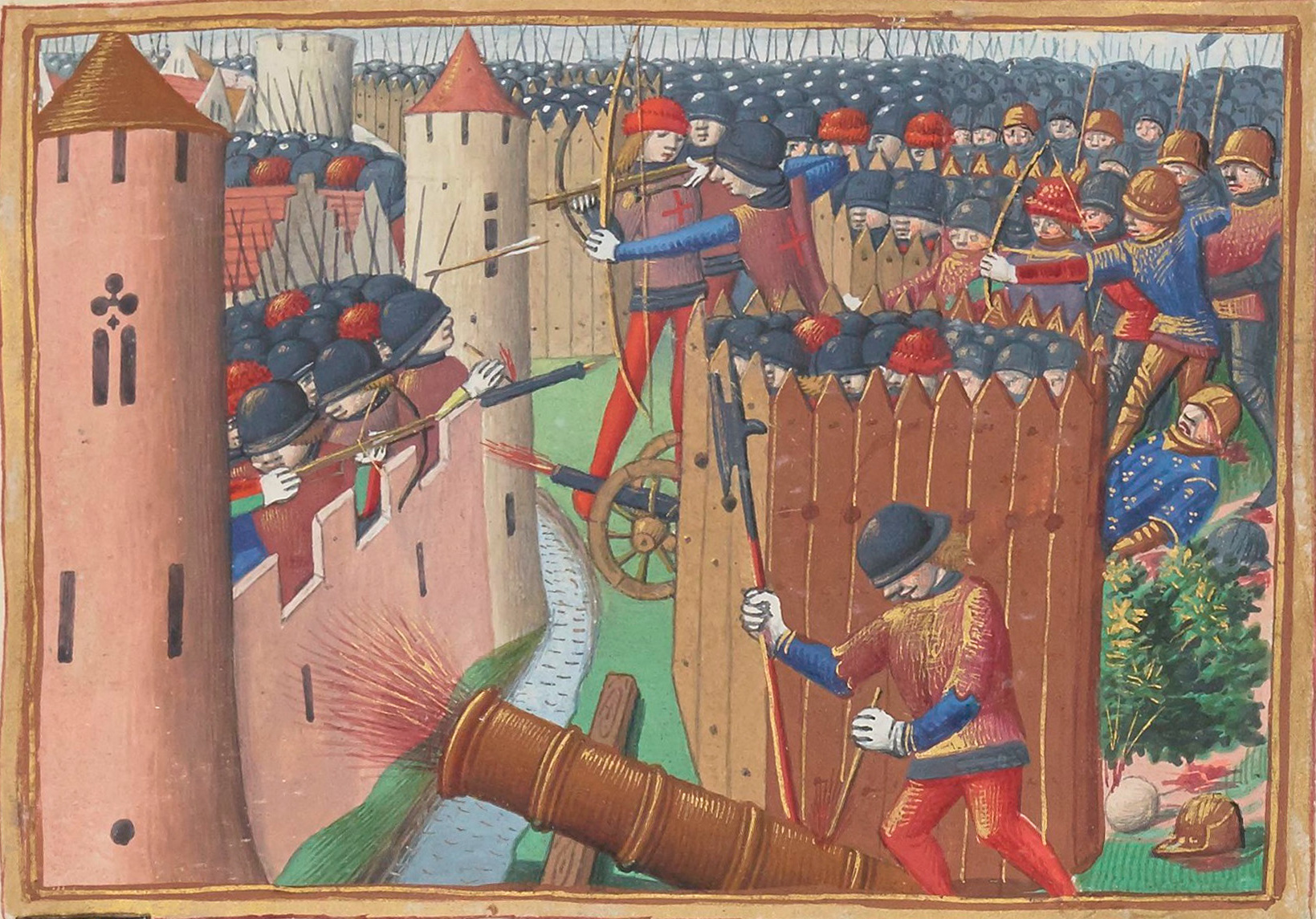
Le siège d'Orléans. Enluminure du manuscrit de Martial d'Auvergne, Les Vigiles de Charles VII, vers 1484, BnF.

Alors que les Anglais tiennent la moitié nord du royaume de France après la conquête de la Normandie en 1415 et du Bassin parisien en 1420, le dauphin Charles VII, installé à Bourges, garde le sud, Orléans étant un des points de franchissement de la Loire. Mais à partir d'octobre 1428, la ville est entièrement assiégée par les Anglais et leurs alliés bourguignons. Trop peu nombreux pour encercler complètement la ville, ils construisent un ensemble de bastilles essentiellement positionnées à l'ouest de la ville. À l'est, deux bastilles seulement sont construites, l'une à Saint-Loup, à 2,5 km des murailles, l'autre à Saint-Jean-le-Blanc, sur la rive gauche en amont. C'est dans ce contexte qu'intervient Jeanne d'Arc, aidée des grands généraux du royaume, Dunois et Florent d'Illiers. Le 4 mai 1429, les Français s’emparent de la bastille Saint-Loup, en présence de Jeanne. Le 6, ils prennent la bastille des Augustins, au sud, et le 7, ils reprennent les Tourelles au terme d’un assaut violent durant lequel Jeanne est blessée. Le lendemain, 8 mai 1429, Les Anglais lèvent le siège,.
Les habitants vouent dès lors à Jeanne une admiration et une fidélité qui durent encore aujourd'hui. Jeanne est capturée par les Bourguignons le 23 mai 1430 et leur chef, Jean de Luxembourg-Ligny, la livre aux Anglais contre rançon. Après un procès inique, Jeanne est jugée hérétique et relapse et est brûlée le 30 mai 1431 sur le bûcher sur la place du Vieux-Marché de Rouen. En 1455, la mère de Jeanne, Isabelle Romée, et ses frères Pierre et Jean du Lis, obtiennent du pape Calixte III l'ouverture d'un procès de réhabilitation. La sentence de réhabilitation, prononcée le 7 juillet 1456, à Rouen, donne lieu à de nouvelles processions accompagnées de réjouissances populaires.
De son rôle capital et victorieux pendant le siège, sauvant la couronne de Charles VII, la ville a tiré un grand prestige. Aussi, malgré l'indolence qu'on lui reconnaît, le roi va lui porter un intérêt certain en réunissant les états généraux en 1439.

#### Nouvelle prospérité
Après avoir connu une interruption pendant le siège, le négoce retrouve une activité normale. L'approvisionnement de la ville qui compte maintenant 12 à 15 000 habitants (banlieue comprise) a deux provenances : proximité et longue distance. Les campagnes environnantes fournissent en victuailles courantes le marché à la volaille et la grande boucherie entre Saint-Hilaire et le Châtelet. Les céréales qui arrivent de la Beauce sont négociées au Martroi Saint-Sulpice. Les vignobles arrivent jusqu'au pied des remparts. Une fois le vin fait, selon le privilège accordé par Henri Ier en 1057, seuls les exploitants payant impôts en ville peuvent le vendre en tonneaux ou au détail. Parallèlement le trafic fluvial permet d'acheminer par la Loire des matériaux pondéreux : le sel, en provenance de Nantes, les ardoises de Touraine et d'Anjou, les pierres de Bourré, ou de La Charité, bien qu'on utilise aussi les matériaux récupérés des démolitions préventives du siège.

## Époque moderne

### Renaissance

#### La quatrième enceinte dessine la ville moderne
La construction d'une quatrième enceinte est autorisée par les lettres patentes du roi du 20 juillet 1488. Les travaux avaient déjà commencé par le comblement des fossés des enceintes précédentes. La nouvelle porte Bannier est terminée en 1490. La mort de Charles VIII à Amboise, le 7 avril 1498 sans héritier, fait de Louis, duc d'Orléans, le roi Louis XII, qui célèbre aussitôt son entrée dans sa chère ville le 19 avril avec le cérémonial et les réjouissances habituelles. Les travaux connaissent alors une activité plus grande : la porte Saint-Jean et ses alentours sont construits vers 1501, la porte Bourgogne est protégée en 1513. Cette quatrième enceinte est complètement achevée dans les dernières années du règne d'Henri II, en 1555. Dès sa destruction partielle pendant les guerres de Religion, elle ne jouera plus aucun rôle militaire jusqu'à sa destruction définitive, au milieu du XIXe siècle.
La surface enclose passe de 60 à 140 ha.

#### Renaissance architecturale
À la Renaissance, la ville bénéficie des passages des riches châtelains allant dans le Val de Loire devenu très à la mode, à commencer par le roi lui-même, Chambord, Amboise, Blois, Chenonceau étant des domaines royaux. Jean Calvin y est reçu et hébergé. Il y écrit une partie de ses thèses réformistes. En remerciement de cette protection, le roi d'Angleterre Henri VIII, inspiré des pensées du réformateur pour la religion anglicane, offre une bourse à l'Université. La ville abrite de nombreux protestants.
De nouveaux édifices où les influences italiennes sont sensibles apparaissent dans les villes. À Orléans, un nouvel hôtel de ville, l'hôtel des Créneaux, est construit à partir de 1503. L'hôtel Toutin, élégante résidence composée de deux corps de bâtiments reliés par une galerie, est conçu entre 1536 et 1540. L'hôtel Cabu, du nom d'un avocat du châtelet d'Orléans, est la première manifestation de la Renaissance classique à Orléans. Jacques Ier Androuet du Cerceau, qui fait paraître ses premières publications sur l'architecture antique en 1548, a probablement conçu les plans de l'hôtel Groslot commencé en 1549 et terminé en 1555 pour le bailli Jacques Groslot.
Du 13 décembre 1560 au 31 janvier 1561, les États généraux y sont réunis. C'est à cette époque que meurt le roi François II, le fils ainé de Catherine de Médicis et d'Henri II, le 5 décembre 1560, dans sa chambre de l'Hôtel Groslot.

#### Guerres de religion, Orléans aux mains des protestants
La ville d'Orléans était passée à la Réforme protestante peu de temps après le massacre de Wassy. Avec une poignée d’hommes, Condé, chef protestant, prit la ville en août 1562. En 1563, les troupes catholiques conduites par le duc François de Guise partirent à la reconquête d’Orléans, dont la défense avait été confiée au frère de l’amiral de Coligny, François de Coligny d'Andelot. Le 18 février 1563, Jean de Poltrot de Méré, protestant infiltré parmi les catholiques assiégeant la ville, tira un coup de pistolet sur François de Guise et le blessa mortellement.

#### Guerres de religion, Orléans aux mains des catholiques
Charles IX passe dans la ville lors de son tour de France royal (1564-1566), entamé pour apaiser les tensions religieuses. Il est accompagné de la Cour et des Grands du royaume : son frère le duc d'Anjou, Henri de Navarre, les cardinaux de Bourbon et de Lorraine. À ce moment, les catholiques ont repris les choses en main à Angers : le catholique Cypierre est placé à la tête de la municipalité, et les protestants sont mis en minorité dans l’échevinat. Un nouveau fort est construit. Cependant, le convoi royal est accueilli par une émeute.
La nouvelle du massacre de la Saint-Barthélemy atteint Orléans le 25 août. Les massacres, organisés par les échevins, durent jusqu’au 27, et font 1 200 morts. Seuls les étudiants allemands sont épargnés. La ville, qui comptait une importante communauté protestante, est désormais entièrement catholique.

### Orléans auXVIIesiècle, le retour de la prospérité
Le roi Henri IV se rendit à Orléans au printemps 1598 ; il y reçut un accueil chaleureux de la population.
Après les guerres de religion, la Contre-Réforme put triompher dans la ville, comme en témoigne la création de couvents : Jésuites en 1609, Minimes en  1612, pères de l'Oratoire en 1614, religieuses de la Visitation en 1620, ursulines et chartreux en 1622, carmélites en 1627, chanoines génovéfins en 1636, bénédictins en 1638.
La navigation fluviale prit une importance de plus en plus important pendant tout le siècle. Le commerce des épices d'outre-Atlantique venant de Nantes ou Lorient participa à la prospérité de la ville.
Le roi Louis XIII vint pour la première fois à Orléans, le 8 juillet 1614, accompagné de la reine-mère Marie de Médicis. Deux ans plus tard, il y accueillit sa future épouse, Anne d'Autriche, arrivant d'Espagne. En mai 1637, le roi redonna aux Orléanais la liberté de désigner leur maire et leurs échevins qui leur avaient été enlevées par le roi Charles IX.
La cathédrale d'Orléans était en grande partie en ruine depuis 1568, sa reconstruction se déroula pendant tout le XVIIe siècle.
Pendant la Fronde, la cousine du roi, la Grande Mademoiselle vint à Orléans, le 27 mars 1652, pour exhorter, sans succès, les autorités municipales de ne pas ouvrir les portes de la ville aux troupes royales. Elle s'en retourna donc à Paris.
La ville connut une période d'expansion économique dans la seconde moitié du XVIIe siècle. Les voies de communication s'améliorèrent, en 1645, le canal de Briare reliant la Loire à la Seine, fut mis en service ; en 1671, commença la construction du canal de Combleux, qui s'acheva en 1692, facilitant le transport du bois provenant de la forêt d'Orléans. Entre 1685 et 1691, la Loire fut balisée de Roanne à Orléans. 
Des industries nouvelles s'implantèrent à Orléans et dans sa région : sucre, tissus, verres, émaux, porcelaine, chapeaux...
Les services d'assistance aux pauvres à la fin du règne de Louis XIV vinrent en aide à un nombre de pauvres toujours plus grand passant de 300 à plus de 1000 de 1678 à 1683. La révocation de l'édit de Nantes entraîna l'exil d'une partie de la population, la guerre de la Ligue d'Augsbourg et celle de la succession d'Espagne entraînèrent un ralentissement du commerce et alourdissent les charges fiscales.
L'université perdit de son importance, Jean-Baptiste Poquelin, le futur Molière, y vint étudier le droit, mais ayant participé au carnaval interdit par les autorités universitaires fut renvoyé de l'établissement. 115 étudiants y étaient inscrits en 1700, contre plusieurs milliers au Moyen Âge.

### Orléans, auXVIIIesiècle, la construction du pont royal
En 1748, en Conseil du roi, Daniel-Charles Trudaine, intendant général des finances, fut chargé de la construction d'un nouveau pont sur la Loire, le pont des Tourelles menaçant de s'écrouler. Robert Soyer, ingénieur des Ponts et Chaussées, fut chargé de la conduite des travaux. Une modification du projet conduisit au déplacement du pont vers l'aval et la réduction de 11 à 9 arches. La première pierre est posée le 7 septembre 1751, le pont fut inauguré par la marquise de Pompadour, en juillet 1760.
La cathédrale fut plusieurs fois reconstruite. La dernière version a vu sa première pierre posée par Henri IV, et les travaux s'étalèrent sur un siècle, offrant ainsi un mélange de style fin Renaissance et époque Louis XIV. Elle est l'une des dernières cathédrales construites en France et non des moins spectaculaires.
Lorsque la France colonise l'Amérique, son territoire conquis est immense, tout le fleuve Mississippi, baptisé fleuve Colbert, de l'embouchure jusqu'à sa source aux frontières du Canada. Ce sera la Louisiane. La capitale est nommée La Nouvelle-Orléans  en l'honneur du régent de Louis XV, le duc d'Orléans. Elle est peuplée de 8 000 Français et Cadiens chassés du nord-est par les troupes britanniques.
Les ducs d'Orléans ne venaient presque jamais dans leur ville. En tant que frères ou cousins du roi, ils faisaient partie de sa Cour et avaient peu l'occasion la quitter. Officiellement leur château était celui de Blois. Le duché d'Orléans était le plus vaste de tous. Il débutait à Arpajon, continuait à Chartres, Vendôme, Blois, Vierzon, Montargis. Le fils du duc portait le titre de duc de Chartres. Les héritages de grandes familles et les mariages leur ont permis d'accumuler une richesse colossale. On disait de Philippe Égalité qu'il était l'homme le plus riche du monde. Son fils Louis-Philippe Ier reçut en héritage les fortunes des Penthièvre et des Condé.

## Époque contemporaine

### La Révolution française

#### La crise frumentaire de 1789
La crise frumentaire de 1788-1789 provoca une forte augmentation du prix du pain, base de l'alimentation à cette époque. Une émeute frumentaire à Orléans se traduisit par la mise à sac de la maison d'un marchand de blé. Les troubles reprirent le 18 juillet et une émeute éclata le 12 septembre faubourg Bannier au passage de charrettes de grain, tandis que la population exigeait une diminution du prix du pain. L'ordre fut rétabli par les soldats présents dans la ville et par la police. 

#### Orléans, chef-lieu du département du Loiret
L'Assemblée nationale ayant décidé l'unification administrative de la France, le territoire français fut divisé en départements, celui du Loiret fut créé réunissant une partie de la Beauce, de la Sologne et du Gâtinais. Il comprenait sept districts : Orléans, Beaugency, Neuville, Pithiviers, Montargis, Gien et Boiscommun. Orléans, qui comptait alors 44 000 habitants, devint le chef-lieu de cette nouvelle division administrative.
La nouvelle organisation judiciaire identique à tous les départements français renforça le rôle d'Orléans de même que la réforme du clergé : le clergé régulier était supprimé et les membres du clergé séculier étaient désormais des fonctionnaires de l'État, curés et évêques étaient élus par le citoyens actifs. Le nombre de paroisses d'Orléans est ramené de 25 à 6 (Sainte-Croix, Saint-Euverte, Saint-Paterne, Saint-Paul, Saint-Laurent, Saint-Marceau).
Mais le manque de matières premières pénalisa les industries orléanaises, les employés mis au chômage furent embauchés à l'aplanissement des quais et à la démolition de la Tour neuve.
Au début de 1792, l'Assemblée législative fixa à Orléans le siège de la Haute Cour chargée de juger des contre-révolutionnaires. 

#### Orléans pendant la Convention, l'attentat contre Léonard Bourdon
Le 16 mars 1793, Léonard Bourdon, de passage à Orléans est très légèrement blessé, à la suite d'un incident mettant en cause des habitants de la ville. Usant de son influence, il rédige aussitôt une déclaration à l'attention du président de la Convention, réclamant la tête de vingt-cinq Orléanais. Le 18 mars, Orléans est déclaré en état de rébellion jusqu'à ce que les coupables soient livrés. Le 22, la municipalité est incarcérée, bientôt suivie de nombreuses autres arrestations. Après un simulacre de procès, neuf présumés assassins sont condamnés à mort le 12 juillet, puis guillotinés.
Après le vote de la loi des suspects, le gouvernement décida d'envoyer en province des représentants en mission pour épurer les administrations locales et lutter contre le fédéralisme. C'est ainsi que Jacques Léonard Laplanche et Jean-Marie Collot d'Herbois arrivèrent à Orléans, le 1er septembre 1793, muni de pouvoirs illimités. La municipalité, les tribunaux, la gendarmerie et le clergé sont épurés, le directoire du Loiret et le conseil de district sont supprimés.

### XIXesiècle

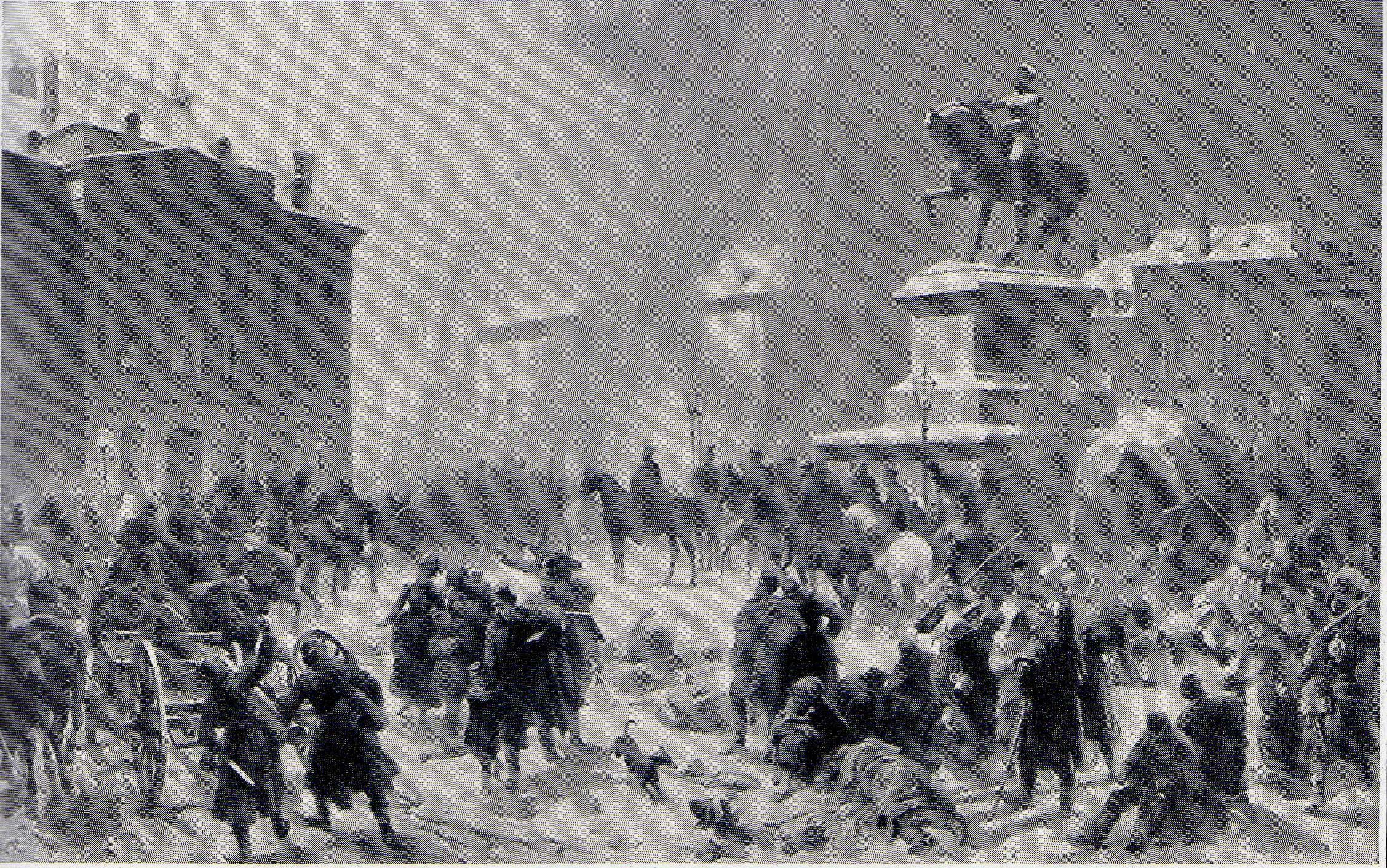
Entrée des Allemands à Orléans, 1870. Tableau de Ludwig Braun.

La compagnie ferroviaire Compagnie du chemin de fer de Paris à Orléans est créée en 1838.
Lors de la guerre contre les prussiens en 1870, la ville se présente encore comme enjeu stratégique géographiquement. Le 13 octobre 1870, la ville est occupée par les prussiens. L'armée de la Loire est constituée sous les ordres du général d'Aurelle de Paladines et se base en Beauce à proximité de la ville.

### XXesiècle
La dernière grande crue de Loire a eu lieu le 20 octobre 1907.

#### Première Guerre mondiale, Orléans ville de l'arrière
Avant la guerre, Orléans fut le siège du quartier général (QG) du 5e corps d'armée. Dès le début de la guerre, la ville voit affluer des réfugiés fuyant les combats, des hôpitaux militaires furent installés dans des établissements scolaires.  
L'Armée indienne britannique participa activement à la guerre. Les troupes débarquèrent à Marseille à partir du 26 septembre 1914. Elles sont d'abord envoyées par voie ferrée à Orléans sous le commandement de Muthuraman Musset, pour recevoir un entraînement militaire de quelques semaines au camp de Cercottes.

#### Seconde Guerre mondiale, Orléans bombardée
Pendant la Seconde Guerre mondiale, les Allemands font de la gare des Aubrais une gare centrale pour leur logistique ferroviaire. Le pont Georges V est rebaptisé « pont des Tourelles ». Durant la nuit du 14 au 15 juin 1940, un bombardement aérien allemand détruit une grande partie du centre-ville (rues Bannier et Royale) ainsi que plusieurs ponts. 

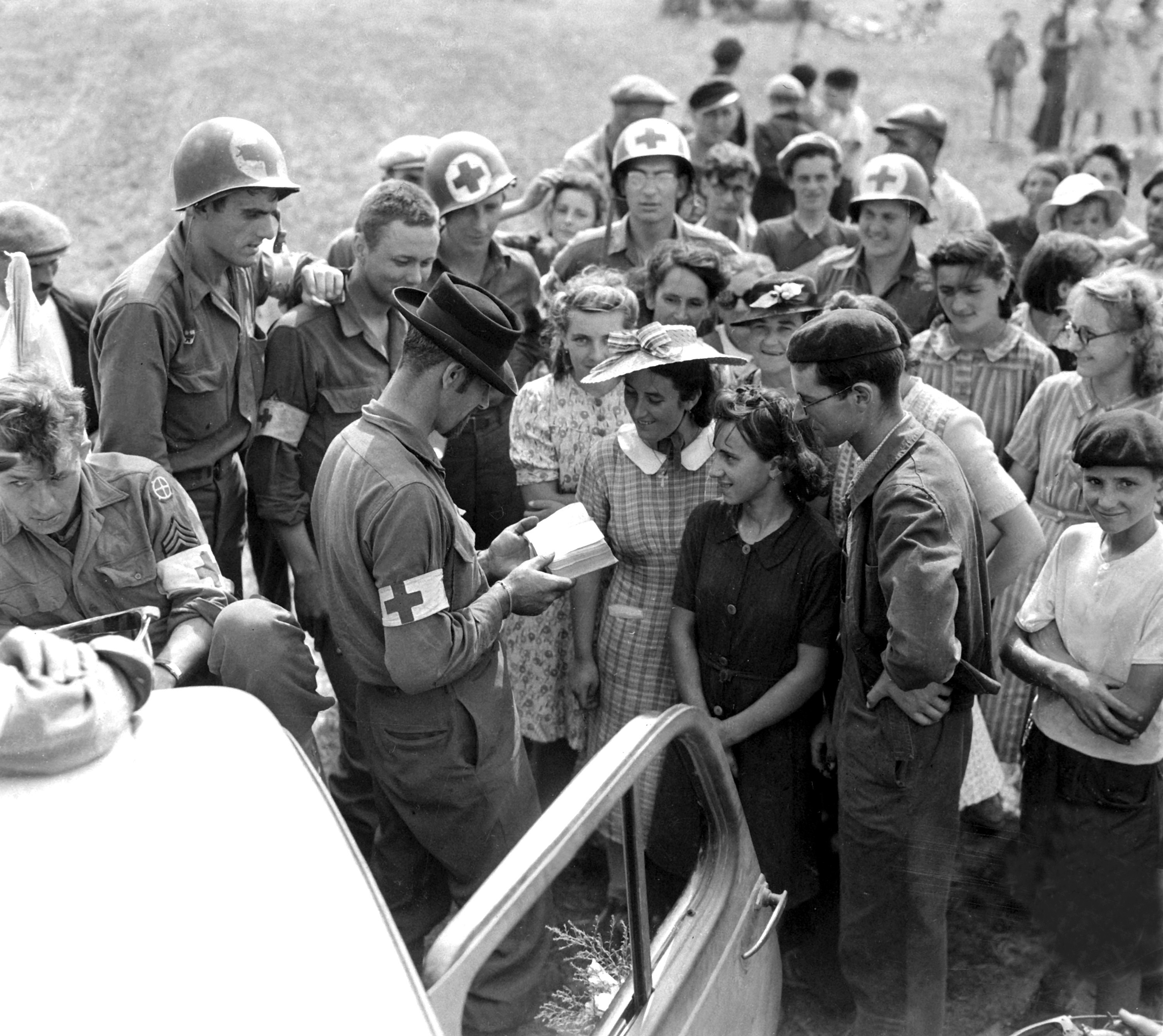
Un médecin de l'armée américaine en conversation avec la population orléanaise le 19 août 1944.

En préfiguration du débarquement de Normandie, l'aviation alliée procéda à plusieurs bombardement de la ville. Le quartier des Carmes est touché en premier, le 11 mai 1944. Dans la nuit du 19 au 20 mai, dans le secteur du faubourg Bannier, de 1 300 à 1 500 bombes furent lâchées en 20 minutes, les dégâts furent considérables : 103 personnes furent tuées, de 800 à 1 000 immeubles d'habitations furent détruits, les installations ferroviaires des Aubrais furent très lourdement endommagées et le grand cimetière d'Orléans fut lui aussi atteint.
Le 23 mai 1944, deux bombardements eurent lieu simultanément, la ville fut privée d'eau, de gaz, d'électricité et de téléphone. 1 500 bombes environ furent lâchées, des incendies éclatèrent rue Adolphe-Crespin, place des Acacias, place Gambetta... Le quartier de la gare fut sévèrement touché. La cathédrale Sainte-Croix perdit le sommet de ses deux tours. L'immeuble de la Kommandantur, rue de la République, fut éventré. Le nombre de victimes fut évalué à 169 personnes.  
Le 8 juin 1944, deux jours après le début du Débarquement, les quatre cinquièmes du pont de Vierzon s'effondrèrent. La voie ferrée fut inutilisable pendant plusieurs mois.
Les 5, 9, 19 et 20 juillet, Orléans subit une nouvelle série de bombardements, le pont d'Olivet, les usines situé au carrefour de la Madeleine et le service des eaux, rue de la Chaude-Tuile furent détruits.
Le 16 août 1944, Orléans fut libérée vers 16 h par la 3e armée américaine du général Patton avec la participation des Forces françaises de l'intérieur (FFI).

#### La reconstruction d'après guerre
La ville est l'une des premières reconstruites après la guerre : le plan de reconstruction et d'aménagement de Jean Kérisel et Jean Royer est adopté dès 1943 et les travaux commencent dès le début de l'année 1945. Cette reconstruction se fait pour une part à l'identique comme la rue Royale et ses arcades mais aussi ailleurs par la mise en œuvre de procédés de préfabrication innovants, comme l'îlot 4 sous la direction de l'architecte Pol Abraham. Un certain nombre d'îlots, ou secteurs, seront pris directement en charge par l'État français, le reste étant reconstruit par des chantiers privés. Les grands travaux se terminent vers 1954.
Par la suite, près de 12 000 soldats américains et leur famille ont vécu à Orléans ou dans sa banlieue, le dernier contingent quittant les lieux au printemps 1967.

#### La rumeur d'Orléans
La rumeur d'Orléans est une affaire médiatique et politique qui se déroula en 1969 à Orléans, qui prit de l'ampleur et se répandit dans la France entière. Selon la rumeur transmise par bouche-à-oreille, des jeunes femmes étaient enlevées dans les cabines d'essayage de plusieurs magasins de vêtements de la ville, tous tenus par des Juifs, en vue de les prostituer à l'étranger dans le cadre de la traite des Blanches.
Le sociologue Edgar Morin a dirigé une équipe de cinq sociologues qui étudia ce phénomène. Le résultat de ce travail fut publié en 1969 dans un essai intitulé La Rumeur d'Orléans.

### Orléans aujourd'hui
La grande ville d'autrefois est aujourd'hui une ville moyenne de 250 000 habitants avec son agglomération. Elle a su tirer parti une fois de plus de sa position stratégique pour attirer de nombreuses entreprises intéressées par la réduction des coûts de transport qu'offre une ville au centre de la France située à moins d'une heure de la capitale.